# Scepanotrocha impexa
Scepanotrocha impexa är en hjuldjursart som beskrevs av Donner 1962. Scepanotrocha impexa ingår i släktet Scepanotrocha och familjen Habrotrochidae. Inga underarter finns listade i Catalogue of Life.